# Hundene i Riga
Hundene i Riga (svensk: Hundarna i Riga) er en svensk kriminalroman af Henning Mankell, som foregår i Letlands hovedstad Riga. Det er den anden roman i Kurt Wallander-serien, og blev oversat til dansk af Hasse Bildt Lindegren.

## Handling
Da en redningsflåde med to lig skyller op på en svensk kyst, føres detektiven Kurt Wallander på et vildspor, der fører ham til Letland. Meget af denne bog er en sociale kommentar på det ustabile politiske klima i de tidligere sovjetrepublikker i begyndelsen af 1990'erne, før disse lande stod over for en periode af økonomiske boom, stabilitet og velstand, som startede i 2000'erne.